# Portret Józefa Piłsudskiego (obraz Konrada Krzyżanowskiego)
Portret Józefa Piłsudskiego – obraz polskiego malarza Konrada Krzyżanowskiego z 1920 roku, znajdujący się w Galerii sztuki polskiej 1800–1945 Muzeum Śląskiego w Katowicach.
Krzyżanowski namalował marszałka Józefa Piłsudskiego z charakterystycznymi dla niego długimi wąsami. Obraz należał do Piłsudskiego, który ofiarował go być może komuś z bliskich Józefa Leśniewskiego, sądząc z odręcznego napisu w lewym górnym roku. Dzieło jest sygnowane u dołu: 1920 r. Konrad Krzyżanowski. Muzeum Śląskie otrzymało obraz od osoby prywatnej z Katowic w 1936 roku.
Obraz ma wymiary 46 × 35,5 cm. Muzealny numer inwentarzowy: MŚK/SzM/410. Portret stanowi część kolekcji w Galerii sztuki polskiej 1800–1945 muzeum Śląskiego w Katowicach. Podobny portret marszałka namalowany przez Krzyżanowskiego posiada Muzeum Wojska Polskiego w Warszawie.

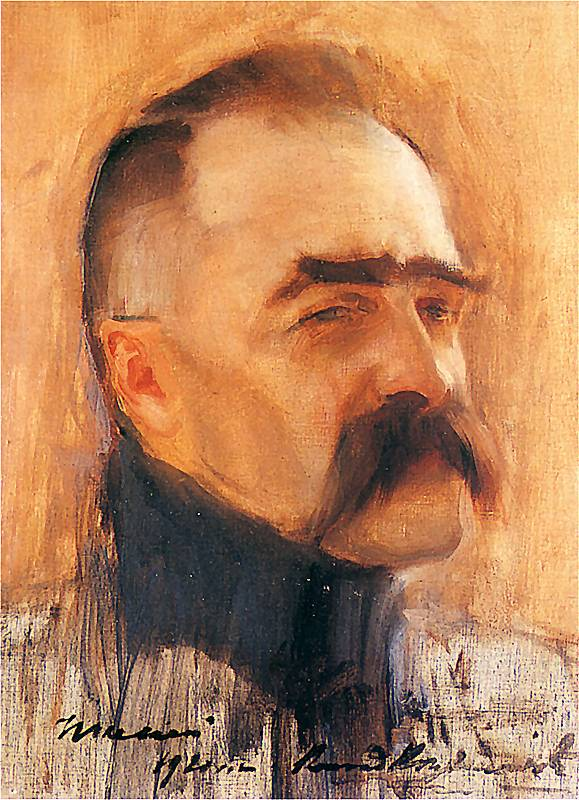
Portret Józefa Piłsudskiego, 1920 r., Muzeum Wojska Polskiego w Warszawie